# Цепочная гадюка
Цепочная гадюка, или гадюка Расселла, или дабойя (лат. Daboia russelii) — вид змей из семейства гадюковых. Самая распространённая ядовитая змея Южной Азии, укусы которой опасны для человека — более половины зарегистрированных там змеиных укусов приходится именно на этот вид. В Индии входит в так называемую «большую четвёрку» ядовитых змей, которые чаще всего кусают людей.
Видовое название вид получил в честь шотландского герпетолога Патрика Расселла (англ. Patrick Russell), фамилия которого при описании вида была ошибочно записана с одной «l».

## Описание
Максимальная длина цепочной гадюки 166 см, в среднем около 120 см в материковой части ареала, на островах меньше.
Яйцеживородящая, рождается от 5 до 50 детёнышей.

## Распространение
Цепочная гадюка распространена в Южной и Юго-Восточной Азии: в Пакистане, Индии, на Шри-Ланке, в Бангладеш, Мьянме, Таиланде, Лаосе, Камбодже, Вьетнаме, Индонезии, Китае (юго-восток страны и Тайвань).

## Классификация
Наряду с ещё тремя видами, цепочную гадюку относят к роду Daboia Gray, 1842.
В составе вида Daboia russelii выделяют от 2 до 5 подвидов.

## Галерея

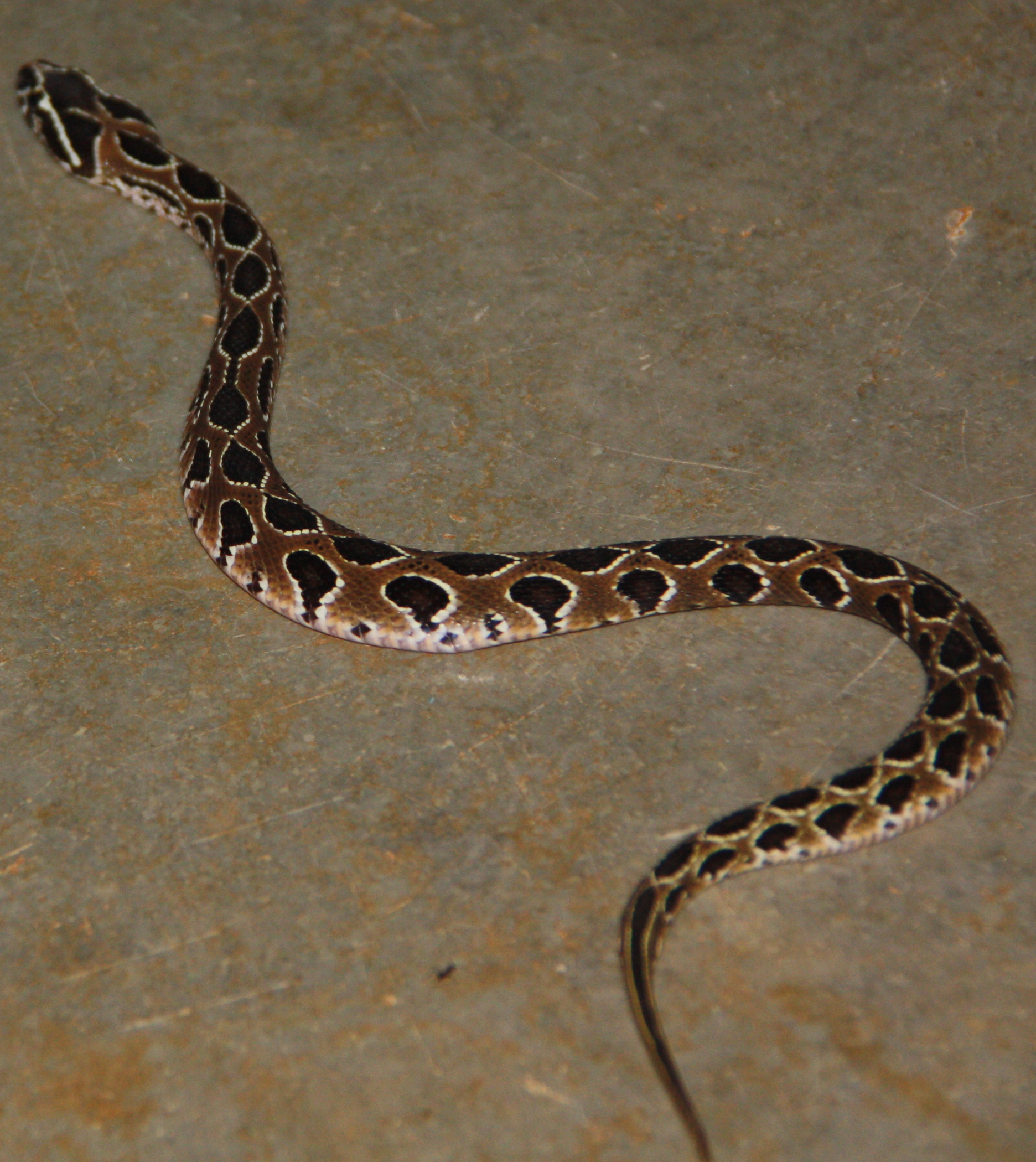
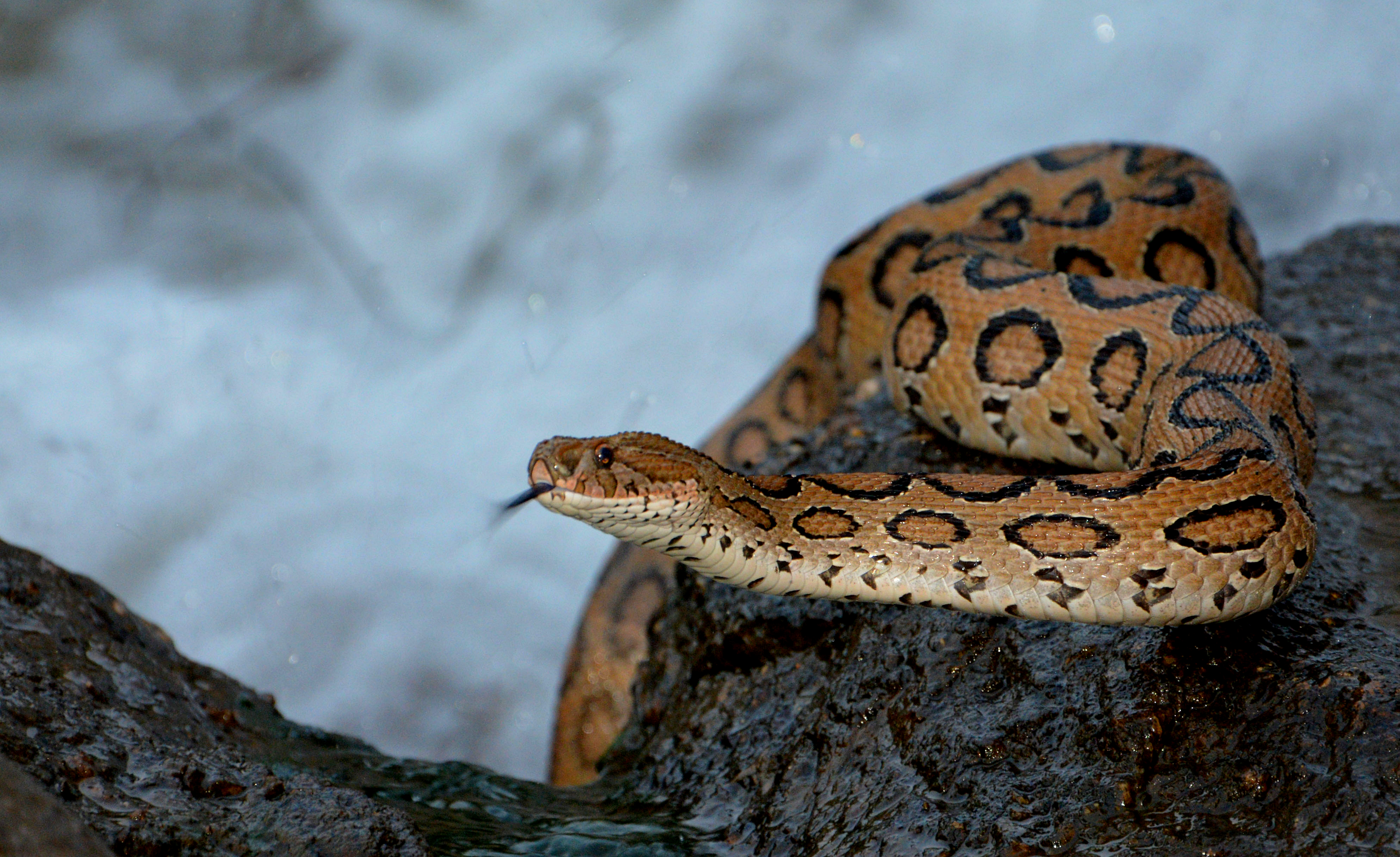
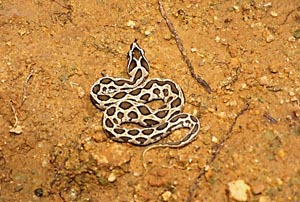
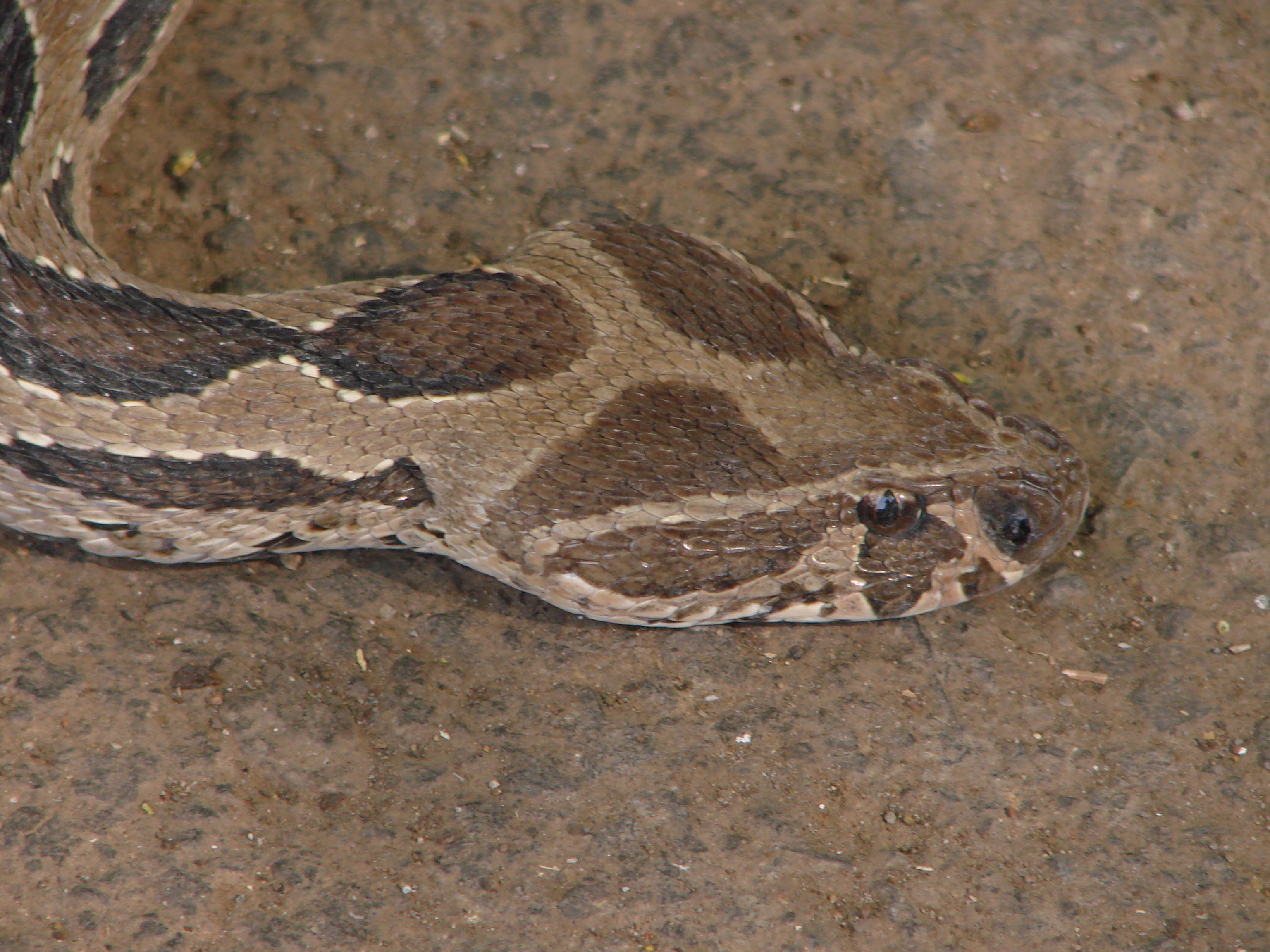
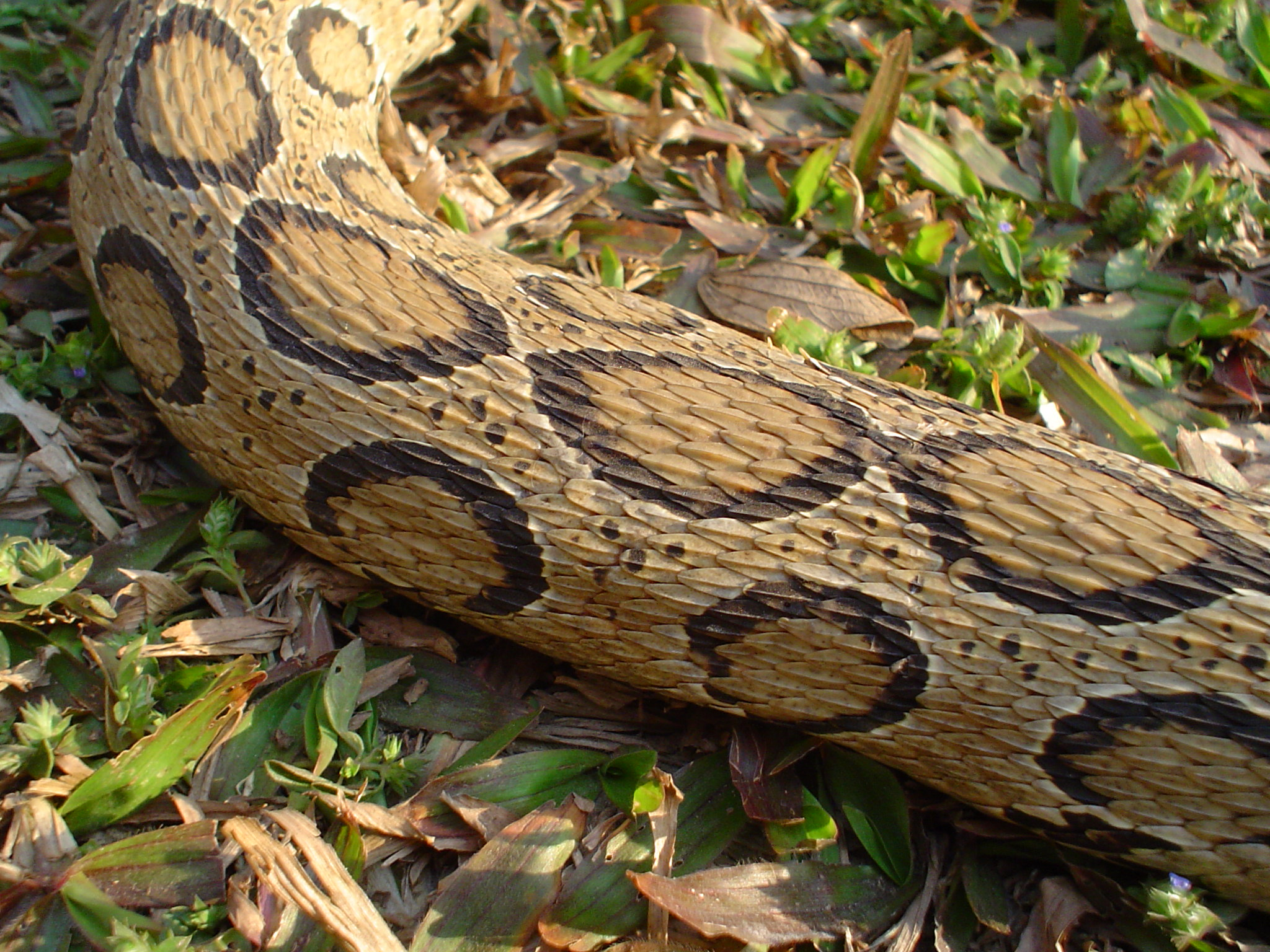
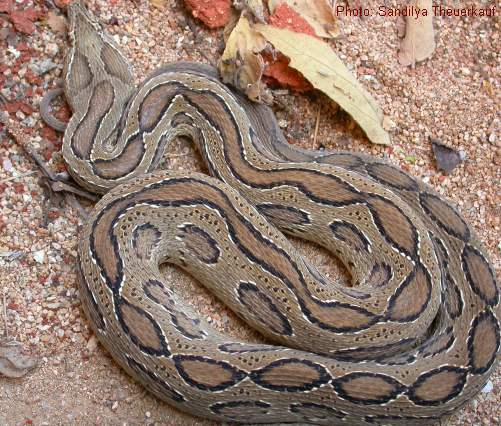
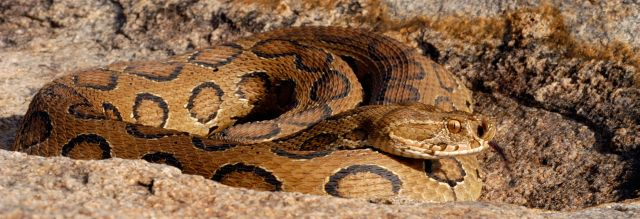